# Sonate voor viool en piano (Heyerdahl)
De Sonate voor viool en piano is een compositie van Anders Heyerdahl. Het is zijn enige werk binnen het genre sonate gebleven. Heyerdahl schreef het in 1882 en het werd in december van dat jaar uitgegeven door Warmuth Musikforlag samen met meerdere muziekbundels van bijvoorbeeld Agathe Backer-Grondahl (2 werken) en Iver Holter. Het werk is opgedragen aan Gudbrand Bøhn. Ze droeg toen nog opusnummer 11, doch geen enkel ander werk van de componist droeg een opusnummer. In 1902 bracht dezelfde uitgeverij een gereviseerde versie uit. 